# الدوري المونتينيغري لكرة السلة
الدوري المونتينيغري لكرة السلة هو دوري كرة سلة للمحترفين في الجبل الأسود تأسس في 2006 يلعب فيه 11 فريقاً. يعتبر فريق بدوشنست بودغوريتسا هو الأكثر تتويجا باللقب.

## أبرز الفرق
- بدوشنست بودغوريتسا

## وصلات خارجية
- الموقع الإلكتروني